# Atletismo nos Jogos Pan-Americanos de 1987 - 800 m feminino
As provas dos 800 m feminino nos Jogos Pan-Americanos de 1987 foram realizadas em 14 e 16 de agosto em Indianápolis, Estados Unidos.

## Medalhistas
| Ouro                        | Prata                           | Bronze                   |
| Ana Fidelia Quirot CUB Cuba | Delisa Floyd USA Estados Unidos | Soraya Telles BRA Brasil |

## Resultados

### Eliminatórias
| Posição | Eliminatória | Nome          | Nacionalidade | Tempo   | Notas |
| ------- | ------------ | ------------- | ------------- | ------- | ----- |
| ?       | ?            | Soraya Telles | BRA Brasil    | 2:09.56 | Q     |

## Final
| Posição           | Nome               | Nacionalidade      | Tempo   | Notas |
| ----------------- | ------------------ | ------------------ | ------- | ----- |
| Medalha de ouro   | Ana Fidelia Quirot | CUB Cuba           | 1:59.06 | PR    |
| Medalha de prata  | Delisa Floyd       | USA Estados Unidos | 2:00.54 |       |
| Medalha de bronze | Soraya Telles      | BRA Brasil         | 2:00.56 | NR    |
| 4                 | Essie Washington   | USA Estados Unidos | 2:04.66 |       |
| 5                 | Angelita Lind      | PUR Porto Rico     | 2:04.83 |       |
| 6                 | Renée Belanger     | CAN Canadá         | 2:07.54 |       |
| 7                 | Jennifer Fisher    | BER Bermudas       | 2:09.37 |       |
| 8                 | Norfalia Carabalí  | COL Colômbia       | 2:09.72 |       |